# Adiantum parishii
Adiantum parishii är en kantbräkenväxtart som beskrevs av William Jackson Hooker. Adiantum parishii ingår i släktet Adiantum och familjen Pteridaceae. Inga underarter finns listade.